# Калаушин, Борис Матвеевич
Бори́с Матве́евич Калау́шин (6 августа 1929, Ленинград — 10 июня 1999, Санкт-Петербург) — советский и российский художник, график; иллюстратор детских книг, исследователь русского авангарда.

## Биография
Борис Калаушин родился 6 августа 1929 года в Ленинграде в семье пушкиниста, директора литературного музея Пушкинского Дома, впоследствии основателя и директора Всесоюзного музея А. С. Пушкина Матвея Матвеевича Калаушина. Мать Бориса Калаушина, Эмилия Фёдоровна, была пианисткой, учившейся в музыкальном техникуме у Сергея Алперса. Личность Бориса Калаушина формировалась под влиянием родителей и друзей дома — художников, писателей, музыкантов. Отец поощрял художественные наклонности сына, и в шестилетнем возрасте Борис уже ходил на этюды вместе с Николаем Радловым и Леонидом Хижинским. В возрасте двенадцати-четырнадцати лет он увлёкся созданием «рукописных книжечек», «издав» их более 150, в которых был не только художником, но зачастую и автором. Начав в блокадном Ленинграде, он продолжил их «издавать» в эвакуации в Ташкенте, вспомнив позже: «Для меня это было увлекательной игрой…»
В 1939—1941 и 1944—1949 годах Борис Калаушин учился в Средней художественной школе при Академии художеств. В 1956 году окончил Институт имени Репина, где учился у Михаила Платунова, Сергея Приселкова и Михаила Таранова.
Основной профессиональной деятельностью Калаушина на протяжении десятилетий была детская иллюстрация: он проиллюстрировал более ста детских книг, среди которых были «Королевство кривых зеркал» Виталия Губарева (Москва, 1956), «Новый наряд короля» Ханса Кристиана Андерсена (Ленинград, 1956), «Ухти-Тухти» Беатрис Поттер (Ленинград, 1958), «Три толстяка» Юрия Олеши. С 1966 г. публиковался в детском журнале «Мурзилка».
С 1956 года участвовал в городских, всесоюзных и международных выставках. Живопись Бориса Калаушина была впервые представлена на выставке «Живопись графиков Ленинграда» в «Зале на Охте» в Ленинграде в 1987 году.
Калаушин был последовательным продолжателем идей русского авангарда. В 1991 году им была создана группа художников-аполлоновцев, в 1992 году он инициировал создание одноимённой галереи (Миллионная улица, 13) и альманаха. Автор монографий о Давиде Бурлюке и Николае Кульбине.
C 1980-го до смерти в 1999 году был первым и бессменным председателем Комиссии по охране памятников истории и культуры Ленинградского отделения Союза художников СССР. Благодаря Калаушину появились и были возрождены Дом-музей Николая Рериха в Изваре, Церковь Спаса Нерукотворного на Конюшенной площади, лютеранская церковь Петра и Павла на Невском проспекте, усадьба Вяземских, дом и флигель Бенуа.

## Участие в творческих и общественных организациях
- Член Союза художников СССР (с 1956)[3]

## Выставки

### Персональные выставки

#### Прижизненные персональные выставки
Прижизненные персональные выставки Бориса Калаушина проходили в 1972, 1975, 1990, 1991, 1997, 1998 годах.

#### Посмертные персональные выставки
- 1999, декабрь — в Союзе художников, Санкт-Петербург[1]
- 2000 — Большой выставочный зал «Манеж», Санкт-Петербург[1]
- 2001 — Галерея «Аполлон», Санкт-Петербург[1]
- 2001 — Борис Калаушин. ЦВЗ «Манеж»[3]
- 2008 — «Живая органика формы» Бориса Калаушина, Музей петербургского авангарда[3]
- 2015 — «Борис Калаушин. От Академии к Абстракции. Графика и живопись 1950—1970-х годов», Зелёный зал Всероссийского музея А. С. Пушкина, Санкт-Петербург (17 сентября — 17 октября)[2][5]

### Групповые выставки
- 1987 — «Современные тенденции (1956—1986)» в Манеже, Ленинград[1]
- 1992 — «Лирика живописи Петербургских художников», Манеж, Санкт-Петербург[1]
- 1992 — организатор и участник 1-й выставки «Аполлон», в Союзе Художников, Санкт-Петербург[1]
- 1993 — 2-я выставка «Аполлон», Всероссийский музей А. С. Пушкина (Мойка, 12), Санкт-Петербург[1]
- 1994 — участник 3-й выставки «Аполлон» — «Кондратьев и его круг» — посвященной памяти П. Кондратьева и В. Волкова, Манеж, Санкт-Петербург[1]
- 1996—1999 — организатор и участник ежегодных выставок «Аполлон», Общество «Аполлон», Галерея «Аполлон», Санкт-Петербург[1]
- 1996—1999 — ежегодные выставки «Петербург — …», Манеж, Санкт-Петербург[1]

## Местонахождение произведений (живопись, графика)
- Государственный Русский музей, Санкт-Петербург[1][2]
- Государственная Третьяковская галерея, Москва[1][2]
- Музей Академии художеств, Санкт-Петербург[1][2]
- Мемориальный музей-заповедник А. С. Пушкина «Михайловское»[1]
- Всероссийский музей А. С. Пушкина, Санкт-Петербург[1]
- Государственный литературный музей, Москва[1]
- Государственный музей Л. Н. Толстого, Москва[1]
- Музей изобразительных искусств Республики Карелия, Петрозаводск[1]
- Ярославский художественный музей[1]
- Дом-музей А. П. Чехова, Таганрог[1]
- Музей Андерсена, Копенгаген, Дания[1]
- Стеделийк Музеум, Амстердам, Голландия[1]
- Коллекция Хайди Нойхоф, США[1]
- Коллекция Дж. Ховарда, Великобритания[1]
- Частные собрания России, США, Австрии, Германии, Мексики, Польши и других стран[1]

## Диафильмы, нарисованные Борисом Калаушиным
- Федорино горе (1963)[7]
- Телефон (1964)[7]
- Рассеянный волшебник (1965)[7]
- Слон и Зоя (1965)[7]
- В гостях у клоуна (1967)[7]
- Горшок каши (1968)[7]
- Король Самый Первый (1969)[7]
- Приёмыш (1974)[7]
- Мастер озорник (1980)[7]
- Дом гнома, гном-дома! (1981)[7]
- Про вокзал, который не стоял на месте (1981)[7]
- Сказка про слона, про костёр и белую уточку (1982)[7]
- Война крокодилов (1985)[7]
- Весёлые приключения не только для развлечения (1987)[7]